# Хрисостом Кавуридис
Хрисостом (на гръцки: Χρυσόστομος, Хрисостомос) е гръцки духовник, митрополит на Вселенската патриаршия.

## Биография
Роден е на 13 ноември 1870 година в село Мадитос, тогава в Османската империя (дн. Еджеабат, Турция). Син е на Георгиос и Мелпомена Кавуридис (Καβουρίδης). Завършва богословското училище на остров Халки в 1901 година, като през същата година е ръкоположен е за дякон от патриарх Йоаким III Константинополски. Седем години служи като дякон в Патриаршията в Цариград. През октомври 1906 година става трети дякон.
На 31 юли е избран за митрополит на Имброската епархия. На 5 август 1908 година е ръкоположен за свещеник от митрополит Константий Сервийски, а на 6 август 1908 година в патриаршеската катедрала „Свети Георги“ в Цариград е ръкоположен за имброски митрополит. Ръкополагането е извършено от митрополит Константий Сервийски в съслужение с митрополитите Атанасий Кизически, Доротей Никополски и Герман Лероски.
На 14 юни 1912 година (или на 28 юли 1912 година) става пелагонийски митрополит. В Битоля негов дякон е Атинагор Спирос, бъдещ вселенски патриарх. В 1913 година напуска епархията, изгонен от новите сръбски власти. Запазва титлата до 1917 година. В 1918 година е заточен от англичаните в скита Милопотамос на Света гора, където остава до 1922 година. В 1921 година оказва силна съпротива срещу избора на Мелетий Атински за вселенски патриарх и впоследствие изпада в немилост.
След смъртта на митрополит Партений Валовищки и Мелнишки в 1922 година, на 22 февруари 1922 година Светият синод избира Хрисостом за негов наследник, но той отказва да приеме назначението и на 17 ноември е отстранен. Установява се в Александрия, където остава до 1925 година. На 15 април 1924 година е избран за митрополит на новооснованата Неапелагонийска епархия в Кайляри, а на 3 септември 1925 година оглавява новооснованата Филатеска и Гиромерийска епархия.
След това на 27 март 1926 година става лерински митрополит в Лерин. Хрисостом е лерински митрополит до 1932 година, когато напуска поста си заради здравословни проблеми. Не приема новоюлианския календар и е заточван два пъти - в 1935 и в 1951 година. Умира на 7 септември 1955 година.
Основател е на гръцката старостилна Църква на истинно-православните християни на Гърция (Синод на Хрисостом).